# Нова земя (филм, 2008)
„Нова земя“ (на руски: Новая земля) е руски екшън филм от 2008 г. на режисьора Александър Мелник. Сниман е в Русия, Малта, Украйна и Норвегия.

## Сюжет
В недалечното бъдеще международните организации решават да експериментират с нов вид изтърпяване на присъди на лишени от свобода. Русия предоставя необитаем остров в полярния кръг, където да заселят затворниците. Оказва се, че липсата на организация и контрол довежда до трагични резултати.

## Актьорски състав
- – Константин Лавроненко
- – Ингеборга Дапкунайте
- – Марат Башаров
- – Александър Самойленко
- – Сергей Жигунов
- – Андрей Фесков
- – Евгений Титов
- – Павел Сборщиков
- – Сергей Колтаков
- – Виктор Жалсанов
- – Владислав Абашин
- – Заза Чичинадзе
- – Николай Стоцки
- – Игор Писмений
- – Томи Листер
- – Дмитри Шаракоис